# ルームメイトノベル 〜佐藤由香〜
『ルームメイトノベル 〜佐藤由香〜』（ルームメイトノベル さとうゆか）は、データム・ポリスターが2000年6月29日に発売したドリームキャスト用の恋愛アドベンチャーゲームである。
タイトルに「ノベル」と付いていることからわかるように、前作までのようなハード内蔵の時計に連動してイベントが発生するリアルタイムコミュニケーションではなくビジュアルノベル形式でストーリーが展開される。
前作まで（井上涼子三部作・W）との設定上の関連性は無い。

## 作品概要
ゲームシステムと同様にシチュエーションも前作までと一転して、東京から親戚である主人公の住む田舎を訪れたヒロインとの同居生活と言うものになっている。幼馴染みを始めとする主人公を取り巻く人々にスポットが当てられている部分も前作までと大きく異なっている。
キャラクター原案は井上涼子三部作と同じたくま朋正で、キャラクターデザインはルームメイトWの丸藤広貴。

## 登場人物
佐藤 由香（さとう ゆか）
声 : 友川まり
6月20日生まれ（20歳）、身長：158cm、スリーサイズ：B88 / W57 / H85
都内の大学2年生で、仏文学を専攻。夏休みに突然遠い親戚に当たる主人公の家に押しかけてくる。奔放な態度で彼を振り回すが、面倒見はよい。
柊 あや（ひいらぎ あや）
声 : 川澄綾子
8月8日生まれ（16歳）、身長：154cm、スリーサイズ：B81 / W55 / H83
主人公の幼馴染み。パン屋「サン・ファン」の看板娘。明るくて誰からも好かれる性格だが、想いを寄せる主人公の前に由香が現れたことで心を揺らす。
澤木 達也（さわき たつや）
主人公とあやの親友。女性にもてる好青年。よく実家のスーパー「エリックマート」を手伝っている。

## 関連商品
- 書籍
  - 小説『ルームメイトノベル 佐藤由香の場合』（早見裕司・著、丸藤広貴・画 / メディアワークス〈電撃G's文庫〉）ISBN 4840215383
  - ルームメイトノベル 〜佐藤由香〜 公式攻略ガイド（メディアワークス）ISBN 4-8402-1449-2
- CD
  - ルームメイトノベル 〜佐藤由香〜 音楽集（データム・ポリスター / DPCX-5229）